# Bitwa pod Łopusznem
Bitwa pod Łopusznem (znana także jako bitwa pod Wiśniowcem) miała miejsce 28 kwietnia 1512 roku.
W bitwie tej wojska polsko-litewskie-ruskie pod dowództwem hetmana wielkiego koronnego Mikołaja Kamienieckiego oraz hetmana wielkiego litewskiego Konstantego Ostrogskiego rozbiły najazd Tatarów Krymskich, którymi dowodził Mengli I Girej.
Kawaleria polska, licząca 5 tysięcy żołnierzy, dowodzona przez Mikołaja Kamienieckiego, przy wsparciu oddziałów litewskich i ruskich, wycięła w pień hordę tatarską i uwolniła kilkunastotysięczny jasyr. Różne źródła podają straty Tatarów na 10 tysięcy, a nawet 24 tysiące wojowników. Biorąc pod uwagę, że cała armia Chanatu Krymskiego w czasie wojny rzadko przekraczała 40 tysięcy wojowników, należy uznać te informacje o stratach  za przesadzone.